# Alfortville
Alfortville es una comuna francesa situada en el departamento de Valle del Marne, de la región de Isla de Francia.
Los habitantes se llaman Alfortvillais y Alfortvillaises.

## Geografía
Está ubicada en la confluencia de los ríos Sena y Marne, a 7 km al sureste del centro de París. 

## Historia
La comuna de Alfortville fue creada el 1 de abril de 1885, separando su territorio de la comuna de Maisons-Alfort.

## Demografía
| 6 603 | 7 984 | 11 634 | 15 980 | 17 455 | 18 267 | 22 779 | 24 896 | 29 473 | 30 078 | 27 940 | 30 195 | 32 332 | 35 023 | 38 057 | 36 231 | 36 119 | 36 232 | 42 743 | 44 550 | 44 410 | 43 881 |
| Para los censos de 1962 a 1999 la población legal corresponde a la población sin duplicidades (Fuente: INSEE [Consultar]) |       |        |        |        |        |        |        |        |        |        |        |        |        |        |        |        |        |        |        |        |        |

## Transportes
Alfortville es servido por dos estaciones en la línea D del RER de la región parisina: Maisons-Alfort - Alfortville y Le Vert de Maisons.